# 普基拉

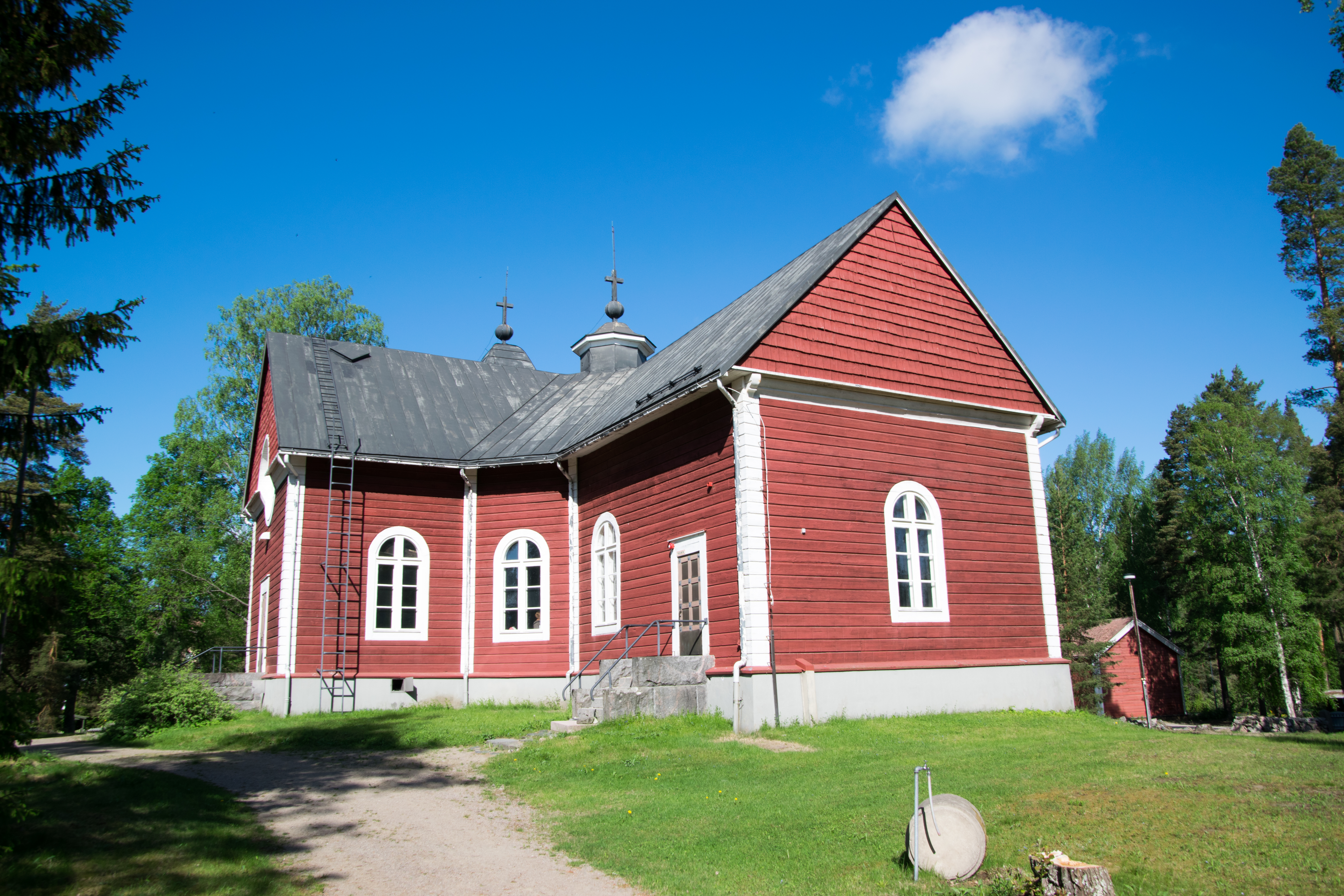
普基拉教堂

普基拉（芬蘭語：Pukkila）是芬蘭新地區的市鎮，位於該國南部，距離首都赫爾辛基81公里，始建於1898年，面積146平方公里，2013年人口2,027，人口密度為每平方公里13.98人。

## 外部連結
- 普基拉市镇官方网站 （页面存档备份，存于） （文）